# 'Mamohato
La Reine 'Mamohato (nom original : princesse Tabita Masentle Lerotholie Mojala) fut une reine et régente du Lesotho, née le 28 avril 1941 et morte le 6 septembre 2003.

## Biographie
Mamohato est née en 1941 à Tebang, dans le district de Mafeteng. Elle est la plus jeune enfant d'un chef africain, Lerotholi Mojela (1895-1961). Elle est envoyée étudier au Bath Training College of Home Economics au Royaume-Uni.
Un an après la mort de son père, en 1962, elle épouse Moshoeshoe II. Elle est aussi la mère du futur roi  Letsie III. Elle devient à trois reprises la régente du Royaume : du 5 juin au 5 décembre 1970 à la suite du départ du roi forcé à abdiquer, du 10 mars au 12 novembre 1990 dans l'attente de la montée sur le trône de son fils, et du 15 janvier au 7 février 1996 à la suite de la mort dans un accident de son époux Moshoeshoe II revenu sur le trône.
La reine meurt le 6 septembre 2003 d'une insuffisance cardiaque.